# دونالد أي. ولهيم
دونالد أي. ولهيم (بالإنجليزية: Donald A. Wollheim)‏‏ (1 أكتوبر 1914 في نيويورك - 2 نوفمبر 1990 في نيويورك) روائي، وكاتب، وكاتب خيال علمي من الولايات المتحدة.

## الجوائز
- World Fantasy Convention Award [الإنجليزية]‏
- World Fantasy Special Award—Professional [الإنجليزية]‏
- جائزة الخيال البريطانية  [لغات أخرى]‏
- First Fandom Hall of Fame award [الإنجليزية]‏
- Forry Award  [لغات أخرى]‏
- Milford Award  [لغات أخرى]‏
- عضوية قاعة مشاهير الخيال العلمي والفانتازيا  [لغات أخرى]‏

## روابط خارجية
- دونالد أي. ولهيم على موقع IMDb (الإنجليزية)
- دونالد أي. ولهيم على موقع قاعدة بيانات الفيلم (الإنجليزية)